# Retrofutro
Retrofutro je v pořadí již třetí hudební album litvínovského písničkáře Xaviera Baumaxy. Nahráno v Professional Sound Studiu Ing. Petra Sýse v Praze, leden 2007.

## Seznam skladeb
| 01 | Nedělní chvilka poesie              | 0:22 |
| 02 | Leoš Suchařípa – Budíček            | 0:23 |
| 03 | Retrofutro Discotheque              | 5:05 |
| 04 | Modré tanky nejsou funky            | 2:27 |
| 05 | Good times & Bad times              | 2:54 |
| 06 | Egon Jaják                          | 0:15 |
| 07 | How Mucho I Believe                 | 3:24 |
| 08 | Last Free Place                     | 3:22 |
| 09 | Friday Night Nostalgy               | 1:15 |
| 10 | Spolkni noc                         | 3:25 |
| 11 | Když muž sám snídá                  | 3:49 |
| 12 | E.E. Kisch – Vašík je malý nazipán  | 0:29 |
| 13 | Nazijazz                            | 4:10 |
| 14 | Maroko                              | 3:43 |
| 15 | Miroslav Moravec – Kakaová recidiva | 0:08 |
| 16 | Hněddá                              | 2:52 |
| 17 | Nedělní chvilka poesie              | 0:23 |
| 18 | Mutzikimier Zweimal – Frigidenleute | 0:25 |
| 19 | Frustrovánek                        | 2:51 |
| 20 | Paco de Lucia                       | 2:50 |
| 21 | Negatiff Reggae                     | 4:24 |